# 삽질 (영화)
"삽질"은 이명박 정권의 ‘4대강 사업'을 밀착 취재한 다큐멘터리이다. 2019년 제20회 전주국제영화제에서 처음 공개되었다.  12년 동안 4대강 사업을 취재한 <오마이뉴스>가 제작하고 김병기 오마이뉴스 전 편집국장이 메가폰을 잡았다.

## 줄거리
이명박 전 대통령의 핵심 공약이었던 대운하 사업. 국민적 반대에 부딪히자 그는 4대강 살리기 사업을 한다며 한발 물러선다. 거짓말이었다. 끝내 진행해버린 대운하 사업은 온갖 비리의 온상이었다. 10년이 지난 지금 강은 죽어가고 있다. 지난 정권에 부역한 자, 그리고 거기에 저항한 자가 있었다. 우린 누구 편에 설 것인가?

## 출연
- 이명박
- 김종술
- 김병기

## 제작진
- 감독: 김병기
- 각본: 정재홍
- 프로듀서: 이선필

## 영화 정보
- 2019년 제20회 전주국제영화제에서 코리아시네마스케이프 부문에서 상영되었다.[2] 13편의 다큐멘터리상영작에서 '다큐멘터리상'을 수상했다.[1]